# Pholiurus
Pholiurus és un gènere de plantes de la família de les poàcies, ordre de les poals, subclasse de les commelínides, classe de les liliòpsides, divisió dels magnoliofitins. El gènere comprèn 9 espècies descrites i d'aquestes, solament una acceptada. La seva única espècie, Pholiurus pannonicus, és originària del sud-est d'Europa i a Austràlia.

## Descripció
Són plantes anuals. Tiges freqüentment ramificades. Fulles amb beines de marges lliures; lígula curta, generalment truncada, membranosa; limb pla o plegat, rares vegades convolut. Inflorescència en espiga, amb eix marcadament excavat, desarticulant-se en la maduresa. Espiguetes amb una sola flor fèrtil i dues glumes més llargues que la flor, cobrint cada excavació de l'eix, excepte en l'antesis. glumes coriàcies, amb 5 nervis molt marcats i un solc transversal a la base. Lema membranosa, trinervada. Pàlea tan llarga com la lema, membranosa, bidentada, amb 2 quilles poc marcades, generalment puberulentes en la part superior. Androceu amb 3 estams. Ovari glabro.

## Taxonomia
Pholiurus pannonicus va ser descrita per Trin. i publicat en Fonamenta Agrostographiae 132. 1820.
Etimologia
Pholiurus: nom genèric que deriva de les paraules gregues: pholis (escata) i oura = «cua», que es refereix a les glumes de les espiguetes que semblen escates (com a serp) en les inflorescències.
pannonicus: epítet geogràfic que al·ludeix a la seva localització a la província Romana de Pannònia.
Sinonímia
- Lepturus incurvatus subsp. curvatissimus  (Asch. & Graebn.) Rouy
- Lepturus incurvatus var. curvatissimus  Asch. & Graebn.
- Lepturus pannomicus  (Host) Kunth
- Lepturus pannonicus  (Host) Kunth
- Ophiuros pannonicus  (Host) P.Beauv.
- Rottboellia biflora  Roth
- Rottboellia pannonica  Host  (basiònim)
- Rottboellia salina  Kit. ExSpreng.
- Rottboellia salsa  Fisch. ExRoem. & Schult.